# Xuanzang (filme)
Xuanzang (em mandarim: 大唐玄奘) é um filme de aventura sino-indiano de 2016 dirigido por Huo Jianqi, escrito por Zou Jingzhi e baseado na história de Xuanzang. Foi selecionado como representante de seu país ao Oscar de melhor filme estrangeiro em 2017.

## Elenco
- Huang Xiaoming - Xuanzang
- Kent Tong - Moksha Gupta
- Purba Rgyal - Shi Putuo
- Tan Kai - Wang Xiang
- Luo Jin - Li Chang
- Xu Zheng - Li Daliang
- Andrew Lin - Qu Wentai
- Che Xiao - Mãe de Xuanzang
- Vivian Dawson - Wu Qing